# Claude Pascal (dessinateur)
Pour les articles homonymes, voir Claude Pascal et Pascal.
Claude Pascal (1931-1993) est un dessinateur de bande dessinée et illustrateur français. Dessinateur prolifique, il reste relativement oublié faute d'une série à succès.

## Biographie
Actif de la fin des années 1940 aux années 1980, ce dessinateur réaliste collabore a de nombreux hebdomadaire jeunesses franco-belges (IMA, Vaillant, Spirou, Cœurs vaillants, L'Intrépide, Pilote, etc.) avant de s'orienter vers la publicité à la fin de sa carrière.
Ses principales créations sont Louk, un chien-loup inspiré par Croc blanc (texte de Roger Lécureux, Vaillant, 1953-1960) et OMS, une série d'aventure mettant en scène trois médecins de l'Organisation mondiale de la santé (texte de Henri Nusselein, Pilote, 1963-1967). 
Pascal a également illustré plus de 90 Belles Histoire de l'oncle Paul (texte d'Octave Joly, Spirou, 1965-1979), remplacé Victor Hubinon le temps de dix planches sur L'Escadrille de la mort, une aventure de Buck Danny (1967), et illustré des romans du Club des Cinq à la fin des années 1970.
En 1970 il dessine pour la revue de BD britannique The Hotspur (en) la série Stentor, voice of Thunder. Il s'agit de 10 récits de 3 ou 4 planches, pour un total de 32, relatant les aventures de Stentor, le fameux crieur à la voix de bronze de l'armée grecque durant le siège de Troie.
On le retrouve également dans la même revue dans de très courts récits à connotation historique dont par exemple celui la création du jeu d'échecs mais dans une version différente de celle parue dans le journal de Spirou bien que relatant les mêmes faits.